# Быстрецово
Быстрецо́во — деревня в Карамышевской волости Псковского района Псковской области России.

## География
Расположена на реке Черёха в 9 км к юго-востоку от села Карамышево на автотрассе регионального значения Псков — Карамышево — Порхов (А116 или Р56); в 32 киломтерах к востоку от Пскова.

## Население
| 2001 | 2002 | 2010 |
| ---- | ---- | ---- |
| 434  | ↘356 | ↘270 |

## История
До 1 января 2010 года деревня входила в состав ныне упразднённой Выставской волости.